# 김영미 (탁구 선수)
김영미(金英美, 1967년~ )는 대한민국의 탁구 선수다. 1989년의 독일 도르트문트 세계선수권대회에서 단체전 은메달을 획득하였다.